# Evergestis politalis
Evergestis politalis is een vlinder uit de familie grasmotten (Crambidae). De wetenschappelijke naam is voor het eerst gepubliceerd in 1775 door Michael Denis en Ignaz Schiffermüller.

## Ondersoorten
- Evergestis politalis politalis  (Denis & Schiffermüller, 1775)
- Evergestis politalis bifascialis (Guenée, 1849)

## Verspreiding
De soort komt voor in vrijwel geheel Midden- en Zuid-Europa (niet in Nederland, zeer zeldzaam in België), Turkije, Israël en Algerije.

## Waardplanten
De rups leeft op Biscutella laevigata subsp. varia en Lepidium sp..